# Palais de Buckingham
Pour les articles homonymes, voir Buckingham.
Le palais de Buckingham (en anglais : Buckingham Palace) est la résidence officielle des souverains britanniques. Situé dans la Cité de Westminster à Londres, le palais est à la fois le lieu où se produisent plusieurs événements en relation avec la famille royale, le lieu d'accueil lors de visites de nombre de chefs d'État, ainsi qu'une attraction touristique de premier plan. Il est le point de convergence du peuple britannique lors des moments de joie, de crise et de peine. Le palais de Buckingham, ou tout simplement « le Palais », désigne la source de presse émanant de bureaux royaux. Construit pour John Sheffield, duc de Buckingham et Normanby, en 1703, il est le lieu de résidence de la monarchie britannique. Il est agrandi au cours du XIXe siècle par John Nash pour le roi George IV.
Au Moyen Âge, le site du palais de Buckingham formait une partie du manoir d'Ebury (en). Il eut plusieurs occupants royaux depuis Édouard le Confesseur et a été l'objet de nombreuses spéculations à propos de son propriétaire : une faille dans le bail de Charles Ier d'Angleterre permit au terrain de revenir dans le giron royal au XVIIIe siècle. Les précurseurs du palais de Buckingham étaient des résidences privées appelées Blake House, Goring House, puis Arlington House.
D'abord connu sous le nom de Buckingham House, le bâtiment formant le cœur du palais d'aujourd'hui était alors un grand hôtel particulier construit en 1703 pour le duc de Buckingham John Sheffield et acquis par le roi George III en 1762 pour en faire sa résidence privée. Il fut agrandi au cours des 75 années suivantes, principalement par les architectes John Nash et Edward Blore, qui ajoutèrent trois ailes autour d'une cour carrée. Le palais devint finalement la résidence officielle de la monarchie britannique lors de l'accession au trône de la reine Victoria en 1837. Les derniers ajouts structurels d'importance datent de la fin du XIXe siècle et du début du XXe siècle : l'imposante aile est qui fait face au Mall a été ajoutée, et l'ancienne entrée officielle, Marble Arch, a été déplacée près du Speakers' Corner à Hyde Park, où elle se trouve toujours. La façade côté est a été refaite en 1913 avec des blocs de calcaire de Portland, en arrière-plan du Victoria Memorial, créant la « façade publique » de Buckingham, avec le fameux balcon en son centre.
Les décorations intérieures du XIXe siècle, dont beaucoup sont encore visibles de nos jours, montrent l'utilisation intensive de stuc de couleurs vives, de lapis-lazuli bleus et roses, sur le conseil de Sir Charles Long. Le roi Édouard VII mena une redécoration partielle dans des tons crème et or de la Belle Époque. Beaucoup de petits salons de réception sont meublés selon un style « chinois » à la mode au début du XIXe siècle, avec des éléments provenant du Brighton Pavilion et de Carlton House, après la mort du roi George IV. Les jardins du palais sont les plus grands jardins privés de Londres, à l'origine dessinés par Capability Brown, puis refaits par William Townsend Aiton (des jardins botaniques royaux de Kew) et par John Nash. Le lac artificiel a été terminé en 1828 et son eau provient de la Serpentine, un lac d'Hyde Park.
Les appartements d'État forment le cœur du palais où l'on s'affaire et étaient régulièrement utilisés par la reine Élisabeth II et les membres de la famille royale pour les événements officiels. Le palais de Buckingham est l'un des édifices les plus connus dans le monde entier : plus de 50 000 personnes sont accueillies au palais chaque année en tant qu'invités à des banquets, déjeuners, dîners, réceptions et garden parties.
Au début du règne de Charles III, le palais sert officiellement à accueillir les banquets d’État et autres évènements publics, tandis que le roi et son épouse préfèrent résider à Clarence House. D’importants travaux de restauration du palais sont en cours, empêchant la famille royale d’y vivre, et devraient s’achever d’ici 2027.

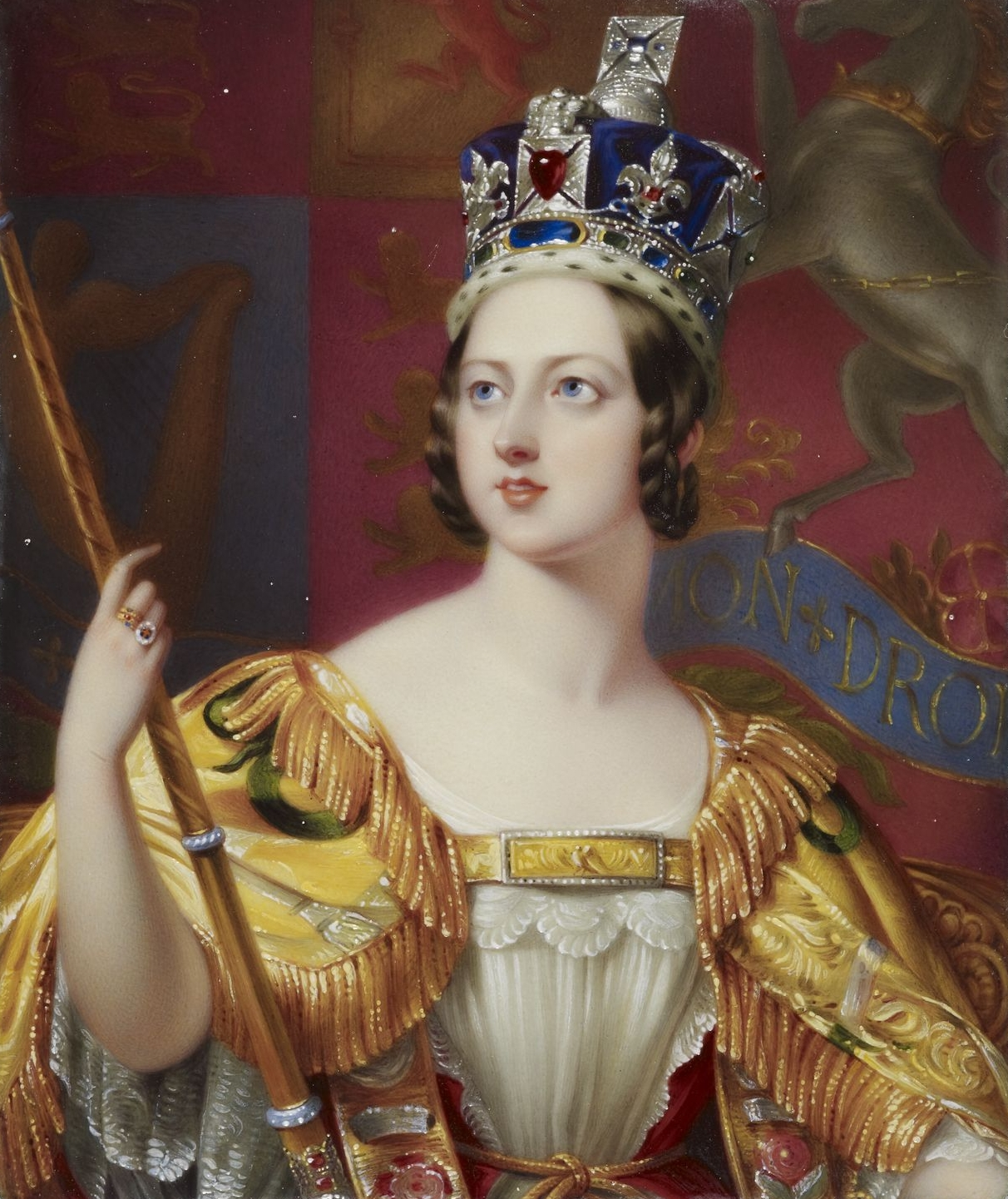
Victoria, la première monarque qui résida au palais de Buckingham.

## Histoire

### XIVesiècle, une partie de l'ancien manoir d'Ebury
Le palais a été construit au XIVe siècle et formait une partie de l'ancien manoir d'Ebury, aussi appelé Eia ou Eye. Les sols marécageux étaient alimentés en eau par la rivière Tyburn, qui coule toujours sous la cour et l'aile sud du palais. Là où la rivière pouvait être passée à gué, à Cow Ford, le village d'Eye Cross s'établit. La propriété du site changea de mains un certain nombre de fois, revenant à Édouard le Confesseur et sa femme la reine Edith, puis après la conquête par les Normands à Geoffrey de Mandeville, par l'intermédiaire de Guillaume le Conquérant. De Mandeville la légua aux moines de l'abbaye de Westminster.

### Transfert au Roi Henri VIII d'Angleterre en 1536
En 1531, le roi Henri VIII acquit l'hôpital de St. James au collège d'Eton (plus tard le palais St. James) et reçut le manoir d'Ebury de la part de l'abbaye de Westminster en 1536. Furieux d'une annulation de mariage refusée par le pontife Clément VII, le roi Henri VIII s'était en effet proclamé en 1531 "chef suprême de l'Église d'Angleterre". À la suite de ces transferts, le site de Buckingham revint dans le domaine royal pour la première fois depuis que Guillaume le Conquérant l'eut donné, presque 500 ans auparavant.
Plusieurs propriétaires louèrent le domaine, cependant la propriété foncière fut l'objet d'une grande spéculation au cours du XVIIe siècle. Le vieux village d'Eye Cross avait alors disparu depuis longtemps, ne laissant que des ruines. Le roi Jacques Ier vendit une partie de la propriété foncière car il avait besoin d'argent, mais retint l'autre part afin d'y créer un jardin de mûriers d'un hectare, destiné à produire de la soie (ce jardin se trouve actuellement au coin nord-ouest du palais). Clement Walker, dans son Anarchia Anglicana (1649), parle de « new-erected sodoms and spintries at the Mulberry Garden at S. James's », suggérant qu'il ait pu devenir lieu de débauche.
Finalement, la propriété foncière revint à la fin du XVIIe siècle à Sir Hugh Audley par héritage de Mary Davies.

### Les premières habitations
Il est probable que la première maison érigée sur le site était celle d'un certain Sir William Blake, en 1624 environ. Le propriétaire suivant était Lord Goring, qui agrandit la maison de Blake à partir de 1633, ainsi qu'une grande partie des jardins d'aujourd'hui, connus à l'époque sous le nom de grands jardins de Goring. Il n'obtint cependant pas la propriété foncière des jardins de mûriers. À l'insu de Goring, le document attestant sa propriété « ne reçut pas le sceau royal avant que le roi Charles Ier n'ait fui Londres, ce qui était nécessaire pour exécution légale ». Ce fut cette omission capitale qui permit à la famille royale britannique de regagner la propriété foncière de Buckingham sous le règne de George III. Dépensier, Goring ne paya pas tous ses loyers : Henry Bennet, 1er comte d'Arlington, obtint et occupa le manoir, connu sous le nom de Goring House, jusqu'à ce qu'il brûle en 1674. Arlington House fut érigée sur le site (l'aile sud du palais actuel) l'année suivante et la propriété foncière fut vendue en 1702.
Buckingham House fut finalement vendue en 1762 par Sir Charles Sheffield, le fils naturel du duc de Buckingham, au roi George III pour 21 000 livres. Comme son grand-père, le roi George III refusait de vendre les jardins de mûriers dont la propriété restait à la famille royale qui les louait, si bien que Sheffield ne put pas acquérir la totalité de la propriété et décida de tout vendre, son bail devant expirer en 1774. À l'origine, la maison devait servir de lieu de retrait privé pour la famille royale, tout particulièrement pour la reine Charlotte. Le palais St. James demeurait la résidence royale ainsi que le lieu des cérémonies officielles. De nos jours encore, les ambassadeurs étrangers sont officiellement accueillis "à la cour de St. James", bien qu'ils soient présentés au souverain au palais de Buckingham lors de leur nomination.

### Le manoir devenu palais

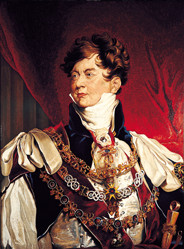
Le roi George IV transforma Buckingham House en palais.

La reine Charlotte mourut en 1818, George III en 1820. Le roi dépensier George IV décida d'élargir Buckingham House pour l'utiliser conjointement avec le Palais Saint James tout comme son père. En 1826 alors que les travaux étaient en cours, il décida de faire du manoir un palais royal totalement aménagé. Il engagea John Nash pour réaliser les travaux. Le palais alors construit formait les trois côtés d'une cour d'honneur ouverte, l'ancien manoir de Buckingham servant de corps de logis. L'édifice fut construit en pierre de Bath, avec des détails raffinés de style néoclassique français. C'est approximativement le palais d'aujourd'hui, sans la façade est (face au Mall) qui forme aujourd'hui un quadrilatère. À l'ancien emplacement de la façade est, entre les deux ailes adjacentes, s'élevait un arc de triomphe en marbre de Racaccione, sur le modèle de l'arc de Constantin à Rome. Cet arc, dont l'érection coûta 34 450 livres, servait d'entrée officielle. George IV voulait la couronner d'une statue équestre de lui-même, mais il mourut avant qu'elle ne fut terminée. Lorsque le parlement paya la statue (à contrecœur), les députés décidèrent de la déplacer à Hyde Park, où elle se trouve encore sous le nom de Marble Arch. Les intérieurs du palais devaient être d'une splendeur inégalée. George IV était conseillé sur ce plan par sir Charles Long, qui recommandait l'usage intensif de stuc de couleurs vives et de lapis bleus et roses, avec des caissons en plâtre sculpté aux plafonds. George IV mourut en 1830, les suites colorées et dorées ne furent terminées que sous le règne de Guillaume IV.
À la mort de George IV, les coûts faramineux du palais encore en travaux suscitaient la polémique au Parlement et dans la presse. Guillaume IV renvoya l'architecte Nash et employa Edward Blore, qui adhérait mieux aux goûts plus sobres du nouveau roi. Architecte moins idéaliste mais plus entreprenant que Nash, Blore garda les contributions de Nash et termina le palais dans la même lignée, quoique plus massif et moins pittoresque. Le coût final de la reconstruction de Buckingham excéda 719 000 livres (18,13 millions de francs-or).
Bien que Guillaume IV et la reine Adélaïde donnassent des réceptions et reçussent la cour dans les suites royales, ils ne vécurent jamais dans le palais, préférant rester à Clarence House, le manoir plus modeste qu'ils firent construire avant leur avènement. De plus, lorsque le palais de Westminster brûla en 1834, le roi offrit le palais encore inachevé à la nation en remplacement du siège du gouvernement. L'offre fut déclinée et l'ancien palais de Westminster reconstruit.
La plupart des petits salons de réception, qui sont restés en l'état, furent meublés pendant le règne de Guillaume IV en utilisant des chinoiseries, des cheminées, des décorations et du mobilier provenant des palais de George IV, du pavillon royal à Brighton et de Carlton House.

### Les jardins

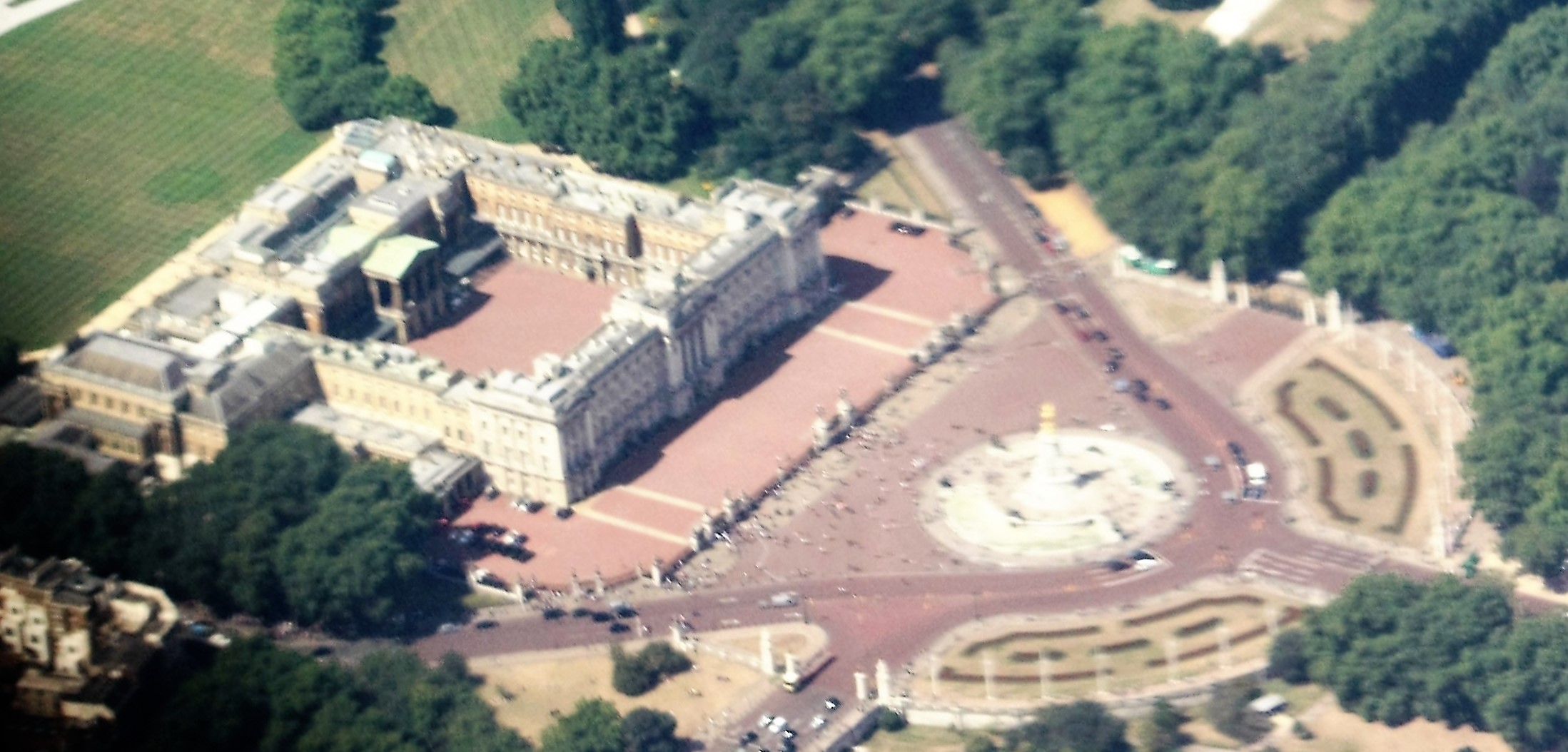
Le palais et les jardins.

À l'arrière du palais se trouve le grand jardin (« Jardin de Buckingham Palace (en) ») qui est le plus grand jardin particulier de Londres. Le paysage est l'œuvre de Capability Brown mais le jardin fut redessiné à l'époque de la reconstruction du palais par William Townsend Aiton de Kew Gardens et Sir John Nash. Le grand lac artificiel fut terminé en 1828 et son eau provient du lac Serpentine de Hyde Park qui est tout proche.
Tout comme le palais, les jardins du palais de Buckingham comportent de nombreuses œuvres d'art. La plus notable est le vase de Waterloo, une grande urne commandée par Napoléon Ier pour commémorer ses victoires à venir qui en 1815 fut présentée inachevée au prince régent par Ferdinand III de Toscane. Le roi fit terminer le vase par le sculpteur Richard Westmacott, voulant en faire la pièce maîtresse de la nouvelle chambre de Waterloo au château de Windsor. Aucun plancher ne pouvant supporter une sculpture mesurant près de 4,5 mètres et pesant quinze tonnes, l'œuvre fut donnée à la National Gallery, laquelle rendit finalement ce cadeau empoisonné au souverain en 1906. Le roi Édouard VII résolut le problème en plaçant le vase dans le jardin où il demeure aujourd'hui encore. Dans les jardins se trouve aussi un petit pavillon attribué à William Kent, construit aux environs de 1740.
En juin 2002, la reine Élisabeth II ouvrit les portes des jardins au public pour la première fois de son règne. Dans le cadre du week-end de son jubilé d'or, des milliers de Britanniques furent invités à se procurer un ticket pour le concert « Party at the Palace », où Brian May guitariste de « Queen » joua le God Save the Queen sur un solo de guitare, sur le toit du palais. Le concert pop fut précédé, la veille, d'un concert de musique classique « Prom at the Palace ». Pendant les célébrations du 80e anniversaire d’Élisabeth II en 2006, le jardin fut le théâtre d'une fête, « Children’s Party at the Palace », organisée pour 2 000 enfants.
Jouxtant le palais, les écuries royales (Royal Mews), construites également sur les plans de Nash, abritent les attelages royaux, notamment le carrosse royal. Ce carrosse doré de style rococo, créé par Sir William Chambers en 1760, comporte des panneaux peints par G. B. Cipriani. Ayant servi pour la première fois lors de l'inauguration officielle du Parlement par George III en 1762, il est utilisé par le souverain uniquement lors de sacres ou lors de jubilés. Les chevaux sollicités pour les processions royales à Londres logent également dans ces écuries.

### Succès touristique auXXIesiècle
Le palais de Buckingham est devenu au XXIe siècle, avec le Tower Bridge ou d'autres grands sites l'un des piliers du succès touristique de la ville de Londres.

## La demeure du monarque
Buckingham devint finalement la résidence royale principale le 13 juillet 1837 lors de l'accession au trône de Victoria. Alors que les suites officielles n'étaient que dorures et couleurs vives, les besoins du nouveau palais étaient un peu plus terre à terre. Il fut rapporté que les cheminées fumaient tellement qu'on laissait les feux mourir, si bien que la cour frissonnait dans un palais magnifique. La ventilation faisait également défaut dans un palais aux odeurs omniprésentes et, lorsque la décision fut prise d'installer des lampes à gaz, on s'inquiéta sérieusement de l'accumulation de gaz aux étages inférieurs. On raconte également que le personnel était peu soigné et paresseux et que le palais était sale. Après le mariage de la reine en 1840, son mari le prince Albert s'occupa de la réorganisation du personnel, du service et des fautes de goût dans la décoration. Tout cela fut corrigé et les ouvriers quittèrent le palais en 1840.
En 1847, le couple royal estima que le palais était trop petit pour la vie de cour et leur famille grandissante et fit construire la nouvelle aile conçue par Edward Blore, fermant la cour centrale. Cette grande aile à l'est, en face du Mall, est aujourd'hui l'image publique de Buckingham avec le fameux balcon en son centre, d'où la famille royale fait signe à la foule lors des grandes occasions et lors de la parade militaire annuelle qui se tient en juin. L'aile où se trouve la salle de bal ainsi que d'autres suites officielles a aussi été construite durant cette période, sur les plans de l'élève de Nash : Sir James Pennethorne.
Avant la mort du prince Albert, la reine Victoria avait la réputation d'aimer la musique et la danse. Les plus grands musiciens de l'époque venaient à Buckingham : Felix Mendelssohn y joua à trois reprises. Johann Strauss II et son orchestre y jouèrent également lors de leur passage en Angleterre. La polka « Alice » de Strauss fut jouée pour la première fois au palais en 1849 en l'honneur de la fille de la reine, la princesse Alice. Sous le règne de Victoria, de somptueux bals costumés furent organisés au palais, en plus des cérémonies royales habituelles, des investitures et des présentations.
Lorsqu'elle devint veuve en 1861, Victoria, accablée de chagrin, se retira de la vie publique et quitta le palais pour vivre aux châteaux de Windsor et de Balmoral, ainsi qu'à Osborne House. Pendant de nombreuses années le palais fut rarement utilisé, voire négligé. L'opinion publique la força à revenir à Londres, bien qu'elle préférât vivre ailleurs chaque fois que c'était possible. Les événements de cour se tenaient au château de Windsor plutôt qu'au palais, présidés par la reine endeuillée habituellement vêtue de noir.

### L'intérieur

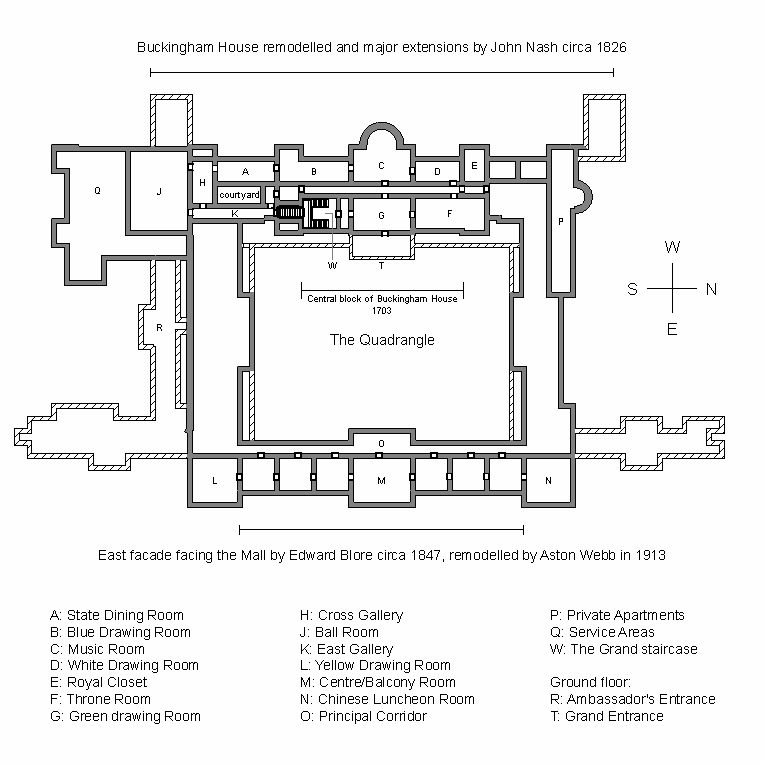
Étage noble du palais de Buckingham. A : salle à manger d'État • B : salon rose • C : salon de musique • D : salon blanc • E : Closet Royal • F : salle du Trône • G : salon vert • H : galerie de la Croix • J : salle de bal • K : galerie est • L : salon jaune • M : salon central / balcon • N : salle à manger chinoise ; O : couloir principal ; P : appartements privés • Q : zones de service • W : grand escalier du rez-de-chaussée • R : entrée des ambassadeurs • T : entrée principale.
Note : Les zones définies par des parois ombrées représentent les ailes inférieures mineures. Il s'agit d'un croquis sans échelle de référence. Les proportions de certaines pièces peuvent différer légèrement dans la réalité.

Les pièces principales sont situées à l'étage noble, derrière la façade donnant sur les jardins ouest. Au centre de ces pièces richement ornées se trouve la « salle de musique », dont la grande arche constitue l'élément principal de la façade. Jouxtant la salle de musique se trouvent les salons de réception bleu et blanc. Au centre de la suite, la galerie de tableaux de 50 mètres de long sert de lien entre les différentes pièces. On peut admirer des œuvres de Rembrandt, Van Dyck, Rubens, Vermeer, parmi d'autres. D'autres pièces conduisant à la galerie sont la salle du trône et le salon de réception vert. Le salon de réception vert, qui sert de grande antichambre à la salle du trône et fait partie du trajet de cérémonie vers celle-ci en venant de la salle des gardes, contient une statue de marbre blanc du prince Albert, située en haut du grand escalier.
Juste sous les appartements officiels se trouve une série de pièces un peu moins solennelles, appelées appartements semi officiels, accessibles par le hall en marbre. Ces pièces sont utilisées lors d'occasions moins formelles, des déjeuners et des audiences privées. Certaines d'entre elles sont nommées et décorées en l'honneur de certains visiteurs, comme la « Salle de 1844 » qui fut décorée cette année-là pour la visite officielle de l'empereur Nicolas Ier de Russie. Puis au centre, la salle de l'arc, que des milliers d'invités traversent chaque année pour se rendre aux jardins lors des « garden parties ». La reine occupe une suite dans l'aile nord pour son usage privé.
Entre 1847 et 1850, lorsque les travaux de la nouvelle aile est étaient en cours, on utilisa encore de nombreux ornements provenant du pavillon royal de Brighton. C'est pourquoi plusieurs pièces de cette aile ont une atmosphère résolument orientale. La salle à manger chinoise rouge et bleue est composée d'éléments des salles de banquet et de musique de Brighton, cependant la cheminée est de style indien, bien qu'elle provienne également de Brighton. On peut voir dans la salle de réception jaune une tapisserie du XVIIIe siècle, qui fut utilisée en 1817 pour le salon de Brighton. La cheminée dans cette pièce est une transposition européenne de ce que serait l'équivalent chinois, avec des mandarins hochant la tête dans les niches et des dragons effrayants.
Au centre de cette aile on reconnaît le célèbre balcon, et derrière ses fenêtres se trouve le salon central. Il s'agit d'une pièce de style chinois aménagé par la reine Mary à la fin des années 1920, bien que les portes laquées fussent apportées de Brighton en 1873. Malgré son appellation modeste de couloir principal, l'immense galerie fait la longueur du étage noble de l'aile est. Les portes y sont couvertes de miroirs, qu'on trouve aussi sur les murs, reflétant les pagodes en porcelaine ainsi que les autres objets de Brighton. La salle de déjeuner chinoise et le salon de réception jaune sont situés à chaque extrémité de la galerie, la salle centrale se trouvant évidemment au milieu.
Les chefs d'État en visite occupent la Suite belge lorsqu'ils sont reçus au palais. Elle se trouve au rez-de-chaussée face aux jardins nord. Ces pièces, dont les couloirs comportent des dômes, furent les premières décorées pour l'oncle du prince Albert le roi Léopold Ier des Belges. Le roi Édouard VIII y vécut durant son court règne.

### Les cérémonies de cour

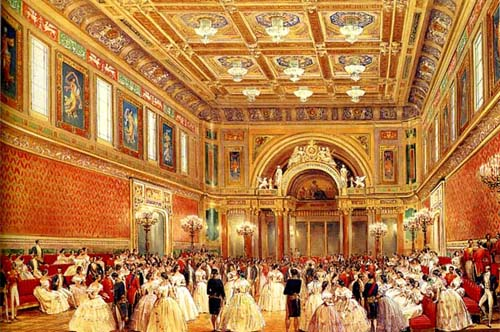
La Salle de bal (ici en 1856) est la plus grande pièce du palais de Buckingham.

Les cérémonies ont subi un changement radical sous le règne d'Élisabeth II et l'entrée au palais n'est plus un privilège réservé aux grands noms.
Il y a eu un allègement progressif dans le code vestimentaire régissant l'uniforme formel de la cour. Durant les règnes précédents, les hommes qui ne portaient pas l'uniforme militaire portaient des hauts-de-chausses de style XVIIIe. Pour les femmes, la robe à traîne était de rigueur, avec une tiare et/ou des plumes dans les cheveux. Après la Première Guerre mondiale, lorsque la reine Mary voulut suivre l'exemple de la mode en relevant ses jupes de quelques centimètres, elle demanda d'abord à une dame d'honneur de raccourcir sa jupe pour constater la réaction du roi. Le roi George V fut horrifié et la reine garda ses jupes en l'état. Par la suite, le roi George VI et la reine Élisabeth autorisèrent les jupes un peu plus courtes durant la journée.
En 1924, le premier ministre travailliste Ramsay MacDonald fut le premier homme portant un costume de ville à être reçu par un monarque dans le palais ; ce fut cependant une exception. Les tenues du soir prescrites restèrent en vigueur jusqu'à la Seconde Guerre mondiale.
Il n'y a plus de code vestimentaire de nos jours. La plupart des hommes invités à Buckingham la journée choisissent de porter leur uniforme de service ou bien une jaquette. Le soir, suivant l'occasion, ils portent un smoking ou une tenue de soirée plus formelle. Dans ce cas, les femmes portent une tiare si elles en possèdent une.
Le changement le plus important eut lieu en 1958 lorsque la reine abandonna les soirées de présentation des jeunes filles de l'aristocratie. Ces soirées de présentation au monarque se déroulaient dans la salle du trône. Les jeunes filles se conformaient au code vestimentaire, et portaient trois grandes plumes d'autruche dans leurs cheveux. Elles entraient, faisaient une révérence, marchaient à reculons selon une chorégraphie bien particulière, faisaient la révérence à nouveau, tout en manœuvrant la traîne de leur robe de la longueur adéquate. La cérémonie correspondait aux soirées de la cour qui se déroulaient dans les salons de réception, mais la reine Élisabeth II remplaça ces présentations avec de grandes garden parties où est invitée une sélection de la société britannique. La défunte princesse Margaret aurait déclaré à propos de ces présentations : « Nous devions y mettre un terme, toutes les putains de Londres entraient au palais ». Aujourd'hui, la salle du trône est utilisée lors de grandes occasions formelles comme les jubilés de la reine. C'est sur l'estrade où se trouve le trône que sont pris les portraits royaux de mariage et les photos de famille.
Les investitures, anoblissements et autres cérémonies de ce type se déroulent dans la salle de bal victorienne, construite en 1854. Elle mesure 37 mètres sur 20 : c'est la plus grande pièce du palais. Elle a remplacé la salle du trône en importance et en utilisation. Lors d'investitures, la reine se tient sur l'estrade sous un grand dais de velours, utilisé lors du couronnement à Delhi en 1911. Un orchestre militaire joue dans la galerie des musiciens, pendant que les récipiendaires s'approchent de la reine, sous le regard de leurs familles et amis. Les Beatles furent parmi les premiers artistes populaires à recevoir les honneurs au palais.
Les banquets officiels se déroulent dans la Salle de bal. Ces dîners formels sont organisés la première soirée lors d'une visite officielle d'un chef d'État étranger. À cette occasion, souvent plus de 150 invités en tenue de soirée formelle dînent avec des couverts en or. La réception plus grande et plus formelle à Buckingham a lieu tous les ans au mois de novembre, lorsque la reine s'entretient avec les membres des corps diplomatiques étrangers à Londres. Les suites officielles sont alors utilisées, alors que la famille royale entame sa procession vers les portes de la galerie de tableaux. Comme Nash l'avait imaginé, la totalité des grandes portes restent ouvertes, les miroirs réfléchissant la lumière des nombreux chandeliers et bougeoirs, créant une illusion de lumière et d'espace.
Les cérémonies plus petites comme la réception de nouveaux ambassadeurs, se passent dans la « Salle de 1844 ». La reine y tient également de petits déjeuners, et des réunions du conseil privé. Les plus grands déjeuners ont lieu dans la salle de musique ou dans la salle de dîner officielle. À toutes les occasions officielles, les hallebardiers de la tour de Londres sont présents dans leur uniforme traditionnel, ainsi que d'autres officiers à la cour tels que le lord-chamberlain.
Depuis le bombardement de la chapelle du palais lors de la Seconde Guerre mondiale, les baptêmes royaux ont eu lieu quelquefois dans la salle de musique. Les trois premiers enfants de la reine y furent baptisés, dans des fonts spéciaux en or. Le prince de Galles fut baptisé dans la Salle de musique. Cependant, son frère le prince Harry le fut à la chapelle Saint-Georges à Windsor.
Les événements les plus importants de l'année sont sans conteste les « garden parties », où jusqu'à 8 000 personnes sont conviées, dégustant thé et sandwiches sous de grandes tentes. Les invités se rassemblent, puis la reine sort du palais pendant qu'un orchestre militaire joue l'hymne national. Elle marche lentement vers les invités, saluant ceux qui ont été sélectionnés pour prendre le thé sous sa tente privée. Si les invités n'ont pas tous l'opportunité de rencontrer le monarque, ils peuvent tout du moins se consoler de pouvoir admirer les jardins.

## L'histoire contemporaine
En 1901, l'accession au trône d'Édouard VII apporta un nouveau souffle au palais. Le nouveau roi et sa femme la reine Alexandra avaient toujours été au-devant de la haute société londonienne, et leurs amis, appelés « la clique de Marlborough House », étaient considérés comme les personnages les plus en vue de l'époque. Les pièces telles que la Salle de bal, le Hall d'entrée, le Hall de marbre, le Grand escalier, les vestibules et galeries redécorées selon les goûts de la Belle Époque étaient redevenus les centres d'importance de l'Empire britannique à Buckingham Palace. Beaucoup de gens pensent que la redécoration importante du roi Édouard ne s'accorde pas avec les travaux de Nash. Toutefois, il fut accordé qu'on la laisse en place pour cent ans.
Les derniers travaux de construction eurent lieu pendant le règne de George V quand en 1913, Sir Aston Webb redessina la façade est pour ressembler en partie à Lyme Park, l'œuvre de Giacomo Leoni, qui se trouve dans le Cheshire. Cette nouvelle façade principale devait être l'arrière-plan du Victoria Memorial, une grande statue de la reine placée en dehors des portes du palais. George V, qui prit la succession d'Édouard VII en 1910, avait une personnalité plus sérieuse que son père : l'accent était mis désormais sur la représentation et les devoirs royaux plutôt que sur les réceptions. La femme de George V, la reine Mary, grande connaisseuse en arts britanniques, s'intéressait beaucoup à la collection royale de mobilier et d'art, faisant restaurer certaines pièces et en ajoutant d'autres. Elle fit installer beaucoup d'ornements, comme les cheminées de marbre de style-Empire de Benjamin Vulliamy datant de 1810. La Salle bleue, auparavant salon de réception sud, fut également redécorée par la reine. Cette pièce de 21 mètres de long arbore des plafonds magnifiques de Nash et est considérée comme la plus belle pièce du palais par l'auteur et historienne Olwen Hedley, FRSL.

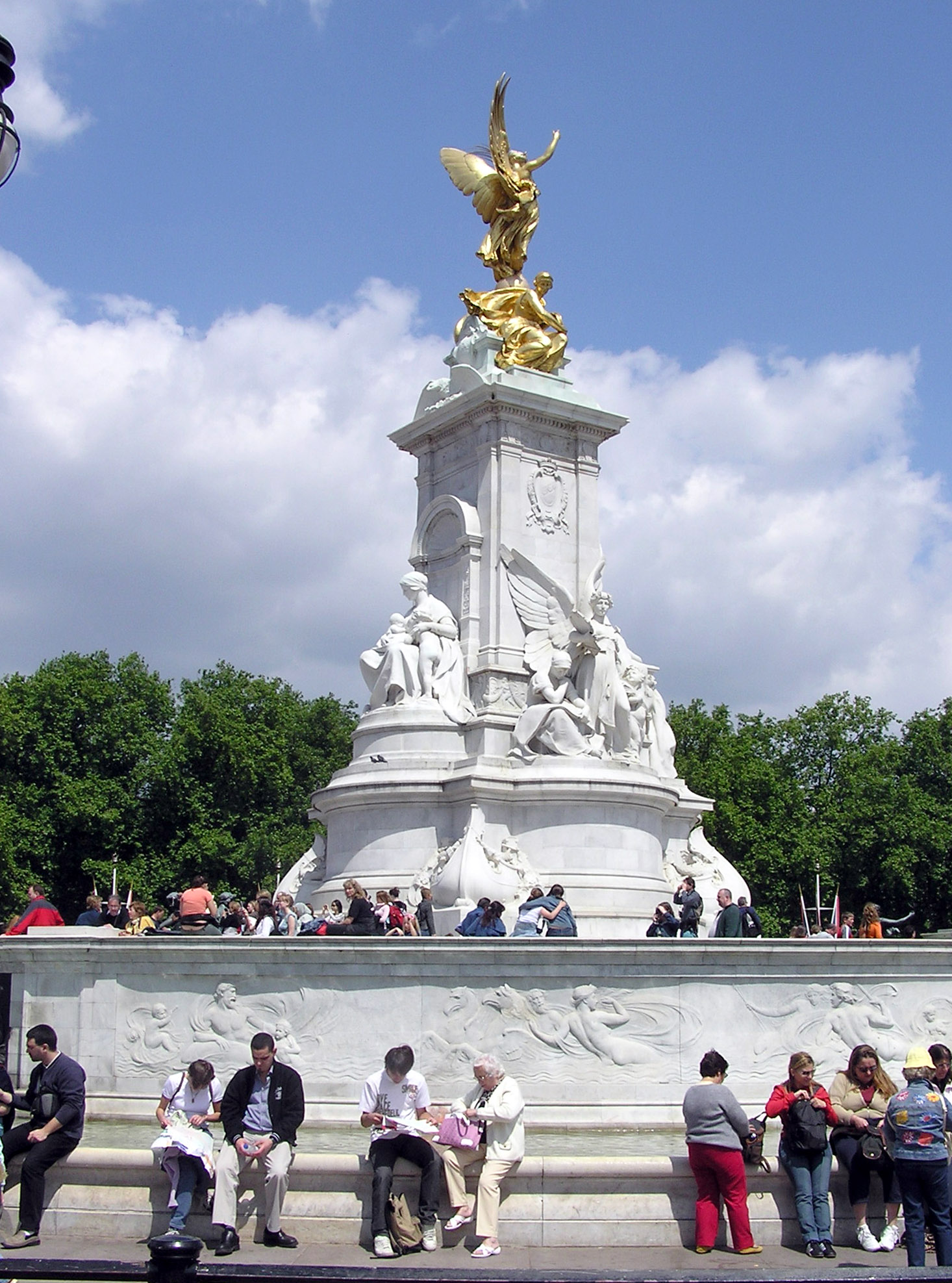
Le Victoria Memorial a été créé par le sculpteur Sir Thomas Brock en 1911 et érigé en face des portes principales du palais.

La dernière extension du palais date de 1850. En 1999, on déclara que se trouvaient au palais 19 pièces officielles, 52 chambres principales, 188 chambres de membres du personnel, 92 bureaux et 78 salles de bain. Ces chiffres peuvent sembler exagérés, mais ils sont modestes comparés au palais du tsar à Saint-Pétersbourg ou Pouchkine, au palais apostolique au Vatican, au palais royal de Madrid, ou à l'ancien palais de Whitehall, et encore davantage comparés à la Cité interdite ou au palais du Potala. L'exiguïté relative du palais peut être mieux appréciée de l'intérieur, depuis une fenêtre donnant sur la cour intérieure. Une extension mineure au palais a été réalisée en 1938, où le pavillon nord-ouest de Nash a été transformé en piscine.
À l'époque la demeure de George V et de la reine Mary, le palais sortit de la Première Guerre mondiale intact, puisque l'on n'hésita pas à assécher le lac de St. James's Park tout proche, afin d'éviter qu'il ne devienne un repère facile pour les Zeppelins allemands susceptibles d'attaquer le palais. Les éléments les plus précieux avaient été évacués à Windsor mais la famille royale resta au palais. Le plus gros changement à la vie de cour à cette époque était que, persuadé par le gouvernement, le roi avait dû fermer publiquement les celliers et s'abstenir de consommer de l'alcool pendant la durée de la guerre, pour donner le bon exemple aux classes inférieures. Cependant cette partie de la population ne s'abstint pas et le roi était furieux à cause de son abstinence forcée. Plus tard, Édouard VIII confia à un biographe que son père prenait un verre de porto discrètement tous les soirs, pendant que la reine ajoutait du champagne à sa coupe de fruits. Les enfants du roi se faisaient photographier à cette époque servant du thé dans les écuries royales à des officiers blessés.
Pendant la Seconde Guerre mondiale le palais a été bombardé sept fois et était une cible désignée : les nazis pensaient que la destruction du palais démoraliserait la nation. Une bombe explosa dans la cour intérieure pendant que George VI et la reine Élisabeth résidaient au palais. Beaucoup de vitres furent soufflées mais il n'y eut aucun dommage sérieux. Toutefois, ces incidents furent pour la plupart dissimulés par la censure durant la durée de la guerre. Le bombardement le plus grave et le plus médiatisé fut la destruction de la chapelle du palais en 1940. Cet événement fut montré dans tous les cinémas d'Angleterre pour montrer la souffrance commune des riches et des pauvres. Le roi et la reine étaient montrés en train d'inspecter leur demeure bombardée, la reine souriante dans une veste immaculée et portant un chapeau assorti. C'est à ce moment-là que la reine dit : « Je suis contente que nous ayons été bombardés. Maintenant je peux regarder l'East End dans les yeux. » On voyait la famille royale partager les mêmes moments difficiles que ses sujets, comme le rapporte le journal The Sunday Graphic :

« Le Roi et la Reine ont subi l’épreuve qui est arrivée à leurs sujets. Pour la seconde fois un bombardier allemand a essayé de répandre mort et destruction dans la demeure de Leurs Majestés. […] Quand la guerre sera terminée, le danger que le Roi George et la Reine Élisabeth ont partagé avec leur peuple restera un souvenir des plus chers et une inspiration pour les années à venir. »

— Le rédacteur en chef
Le 15 septembre 1940, un pilote de la RAF, Ray Holmes, percuta un avion allemand qui essayait de bombarder le palais. Holmes n'avait plus de munitions et décida de le percuter. Les deux avions s'écrasèrent et les pilotes survécurent. Cet accident fut filmé. Le moteur de l'appareil a été exposé par la suite à l'Imperial War Museum. Le pilote britannique devint un messager personnel du roi. Il mourut à l'âge de 90 ans en 2005.
Le 8 mai 1945, jour de la victoire en Europe, le palais était au centre des célébrations britanniques, le roi, la reine, la princesse Élisabeth, future reine, et la princesse Margaret, avec le Premier ministre Winston Churchill, apparurent au balcon, les fenêtres condamnées du palais derrière eux, au son des acclamations de la foule sur le Mall. La famille royale aussi apparut au balcon le 15 août 1945 pour célébrer le jour de la victoire sur le Japon.

### La sécurité

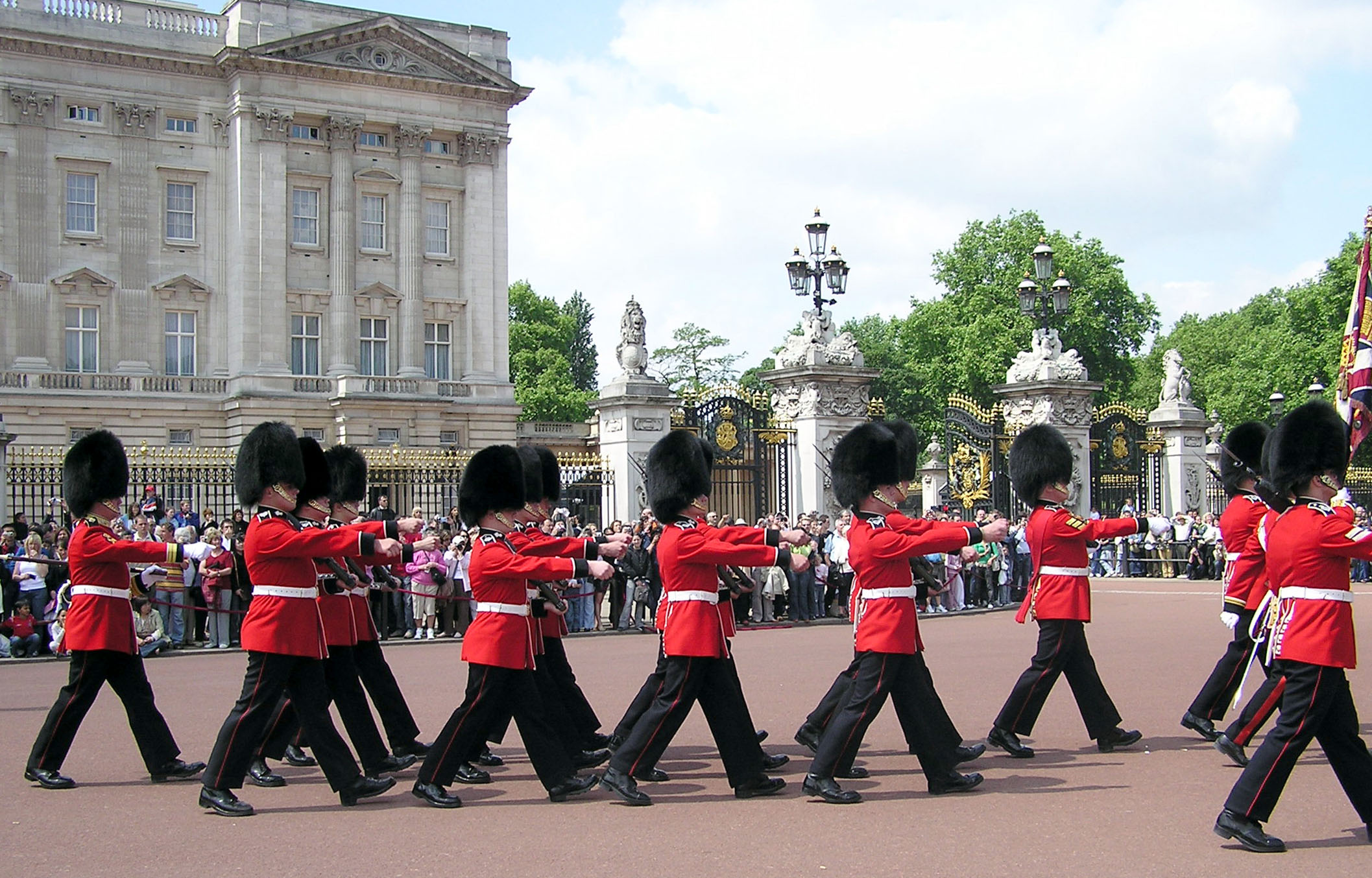
Les gardes royaux sortent de Buckingham à la fin de la cérémonie de relève de la garde quotidienne.

Un incident se produisit en 1982 lorsque Michael Fagan (en) accéda à la chambre de la reine alors qu'elle dormait. En 2003, un reporter du Daily Mirror passa deux mois à Buckingham en tant que domestique. Une des références qu'il avait fournies sur son CV était erronée et elle ne fut pas vérifiée correctement. L'incident coïncida avec une visite au Royaume-Uni de George W. Bush qui séjourna au palais et le Daily Mirror publia des photos clandestines de la chambre à coucher présidentielle, de la table de petit-déjeuner de la reine et de la chambre du duc d'York. Le palais traîna le journal en justice pour violation de la vie privée : le journal rendit les photographies et paya à la reine des dommages et intérêts en novembre 2003.
La plupart des brèches dans la sécurité proviennent de l'extérieur du palais. Ainsi en 1974, Ian Ball tenta de kidnapper la princesse Anne sur le Mall alors qu'elle retournait au palais, blessant plusieurs personnes au passage. En 1981, trois touristes allemands campèrent dans les jardins du palais, après avoir grimpé les murs couverts de fils barbelés, prétendant qu'ils se croyaient à Hyde Park. En 1993, des manifestants contre le nucléaire escaladèrent également les murs et organisèrent un sit-in sur la pelouse du palais. En 1994, c'est un parapentiste nu qui atterrit sur le toit du bâtiment. En 1995, un étudiant nommé John Gillard parvint à défoncer les portes du palais, sortant une porte en fer forgé d'une tonne et demie de ses gonds. En 1997, un patient d'un hôpital psychiatrique fut trouvé errant sur la propriété. Plus récemment, en 2004, un manifestant pour le droit des pères célibataires fit la une des journaux en grimpant, déguisé en Batman, sur une corniche près du balcon de cérémonie. Un autre manifestant déguisé en Robin fut appréhendé avant qu'il ne réussisse à monter sur le bâtiment : il revint en novembre déguisé en père Noël pour s'enchaîner à un réverbère près d'une porte principale.
Au cours de l'histoire, il y eut d'autres incidents de ce type. Le plus incroyable arriva en 1837, lorsqu'un garçon de douze ans, surnommé le garçon coton, se débrouilla pour vivre un an dans le palais à l'insu de tous. Il se cachait dans les cheminées et maculait de suie les draps où il dormait. Il fut finalement attrapé en décembre 1838, entraînant diverses questions à propos de la sécurité royale au parlement. Sur les huit tentatives d'assassinat dont Victoria fit l'objet, au moins trois se passèrent à proximité des portes du palais. Au début du XXe siècle, l'esplanade devant le palais était terrain de prédilection des suffragettes qui s'enchaînaient aux grilles en fer doré. Une marche a notamment lieu le 21 mai 1914. Au fil des années, de nombreux intrus ont été arrêtés dans la propriété, dont un qui voulait demander la princesse Anne en mariage et qui fut déclaré fou.

### Le palais auXXIesiècle

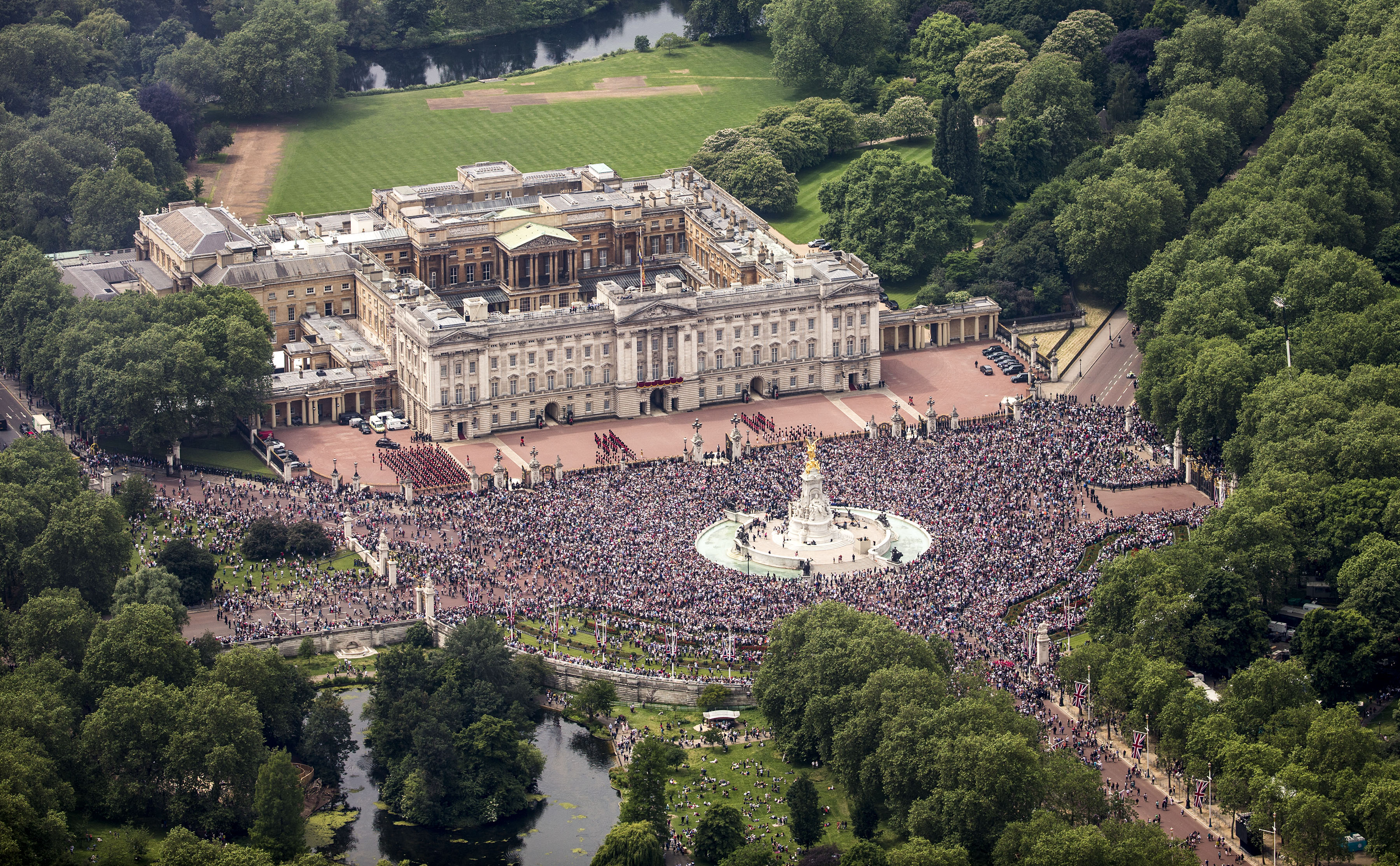
Rassemblement populaire devant le palais pour les 90 ans de la reine Élisabeth II, en 2016.

Aujourd'hui, le palais de Buckingham est non seulement la demeure du roi, mais aussi la résidence londonienne du duc d'York et du duc et de la duchesse d'Édimbourg. Les bureaux de la monarchie et de ses fonctions associées se trouvent également au palais.
En plus d'être la résidence de semaine du roi, le palais est le lieu de travail de 450 personnes. Chaque année près de 50 000 personnes sont reçues lors de garden parties, réceptions, audiences et banquets. La cour devant le célèbre balcon est utilisée lors de la relève de la garde, une cérémonie importante de même qu'une attraction touristique (tous les jours en été, tous les deux jours en hiver).
Le palais n'est pas une propriété privée de la famille royale : il appartient au domaine public de la Couronne, tout comme le château de Windsor, ainsi que les collections d'art qu'ils renferment. Les mobiliers, peintures et ornements inestimables, dont certains de Fabergé, provenant de Windsor et de Buckingham, sont désignés sous l'appellation de « collection royale ». Celle-ci peut être admirée par le public à différentes périodes de l'année, lorsque le palais et le château sont ouverts. La galerie de la reine près des écuries royales se trouve sur le site de l'ancienne chapelle, endommagée par une des sept bombes qui tombèrent sur le palais durant la Seconde Guerre mondiale. Elle est ouverte toute l'année et propose une sélection renouvelée d'objets de la collection.

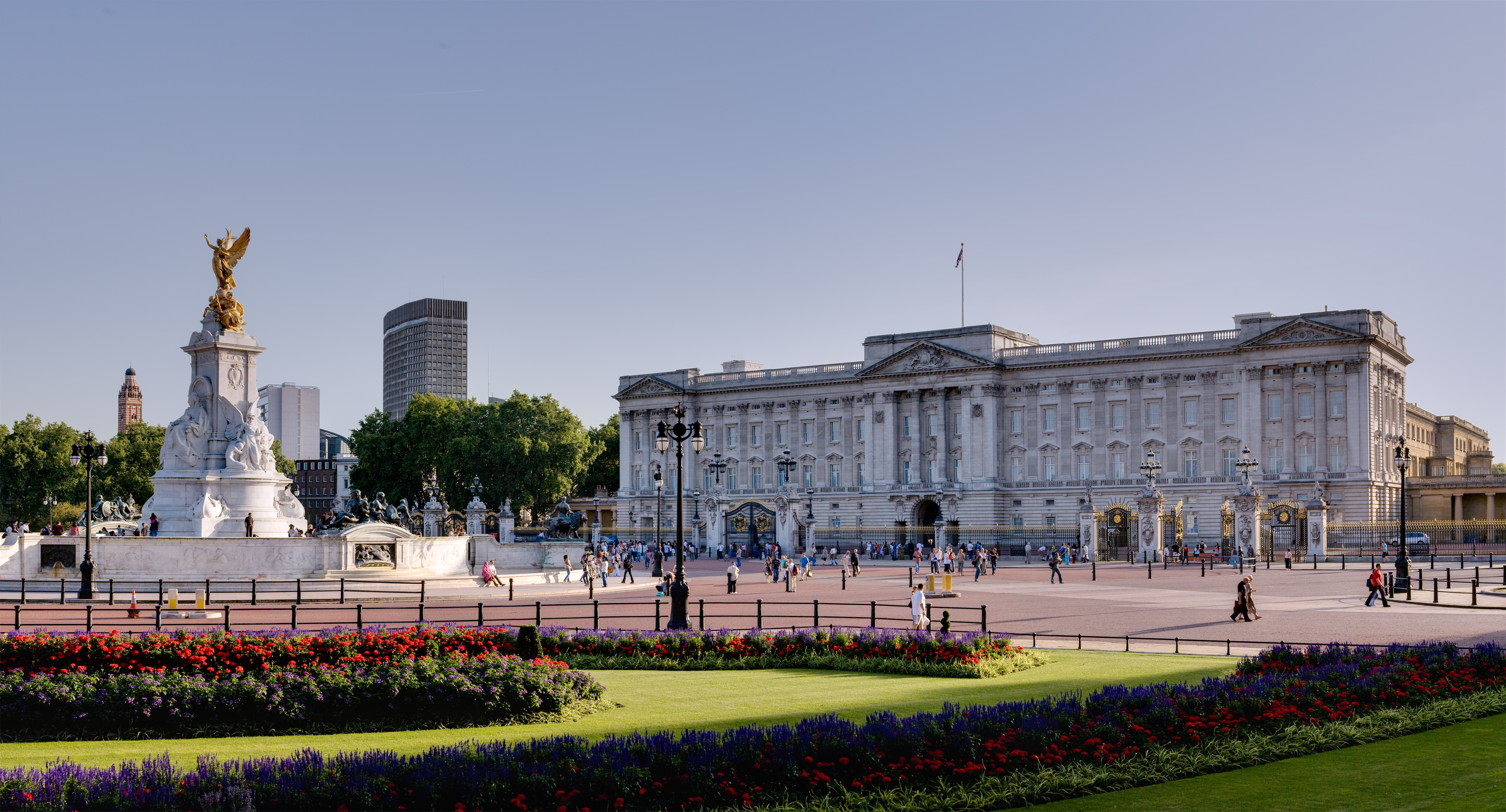
Le Victoria Memorial en face du palais de Buckingham.

L'ouverture estivale des pièces officielles au public a été un énorme changement dans les traditions, au cours des années 1990. L'argent provenant des billets d'entrée a été mis au profit de la reconstruction du château de Windsor, à la suite de l'incendie qui a détruit plusieurs de ses pièces officielles. Chaque été, en août et en septembre, l'aile ouest du palais est ouverte au public. Le circuit dans le palais pour les années à venir est en cours de modification pour des raisons de présentation et de sécurité.

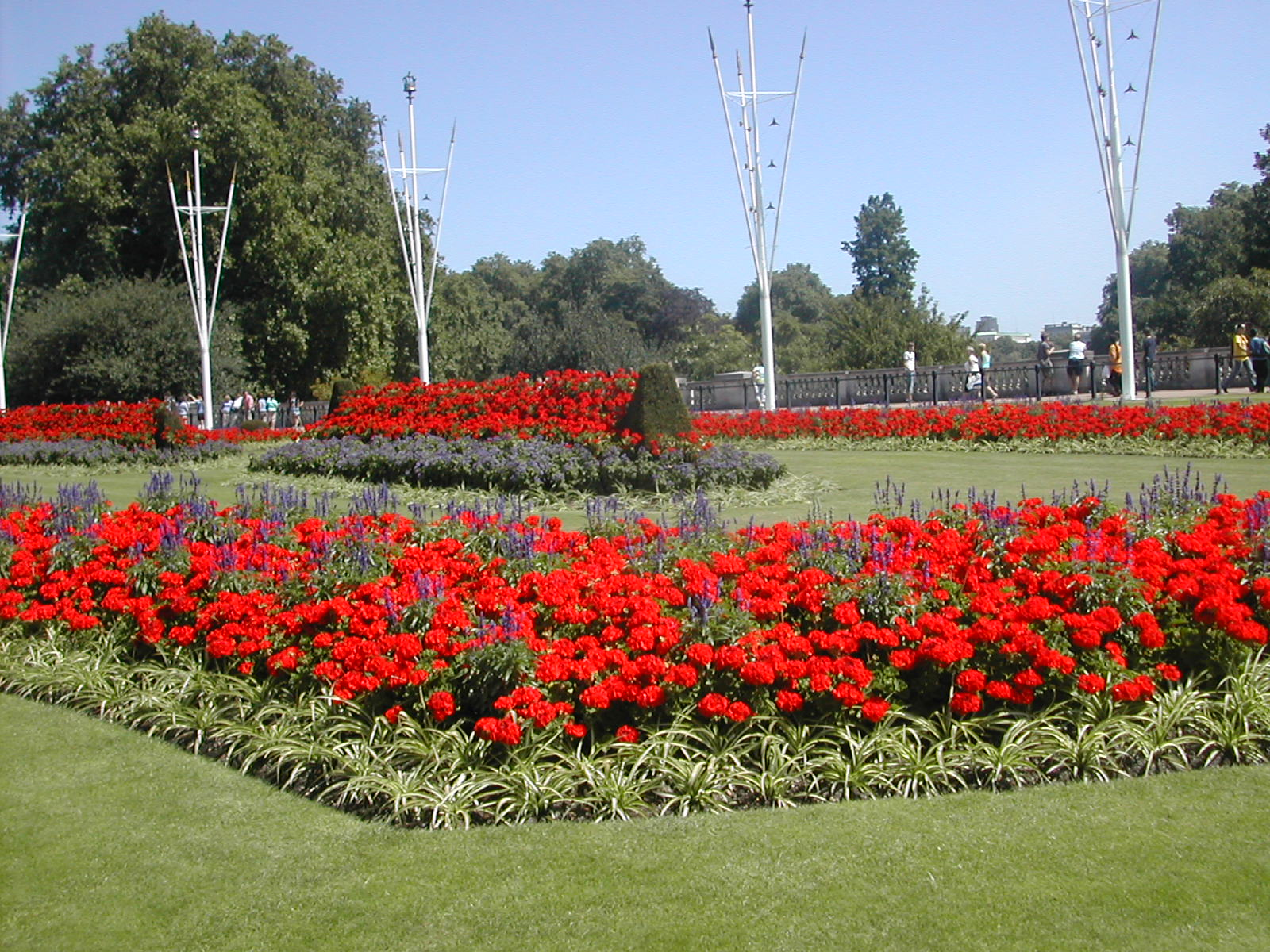
Jardin face au palais, près de Green Park à Londres.

## Dans la culture
A l'occasion de la célébration du Jubilé d'or de la Reine Elizabeth II en 2002, de nombreuses célébrations se déroulent au palais. Le 3 juin 2002, le BBC Music Live festival réunit un parterre de personnalités de la culture populaire britannique, dont le guitariste de Queen, Brian May, qui interprète le God save the Queen juché depuis le toit du palais.
Le palais apparaît dans le film Benjamin Gates et le Livre des secrets (2007), quand le héros s'introduit dans les salles privées pour explorer le Resolute desk. Pour l'ouverture des Jeux olympiques d'été de 2012, un film court spécial Heureux et Glorieux a été fait, avec James Bond (joué par Daniel Craig) rencontrant la Reine (jouée par elle-même) dans le palais. Dans La Chute de Londres (2016), un attentat a lieu devant le palais. Dans The King's Man : Première Mission (2021), l'une des dernières scènes est une vue depuis le balcon royal sur la place pleine de monde.
Le palais est le lieu où se déroule principalement la série télévisée The Royals de la chaîne E!, mettant en scène une famille royale fictive contemporaine et ainsi que The Crown.

## Drapeau
Contrairement à une idée reçue, le drapeau du Royaume-Uni n'est hissé sur le mât du palais de Buckingham que lorsque le monarque en est absent. Lorsque le monarque est présent, c'est plutôt l'étendard royal qui y flotte. Le sergent du drapeau est responsable de hisser et d'amener les drapeaux sur le mât du palais.[réf. nécessaire]